# Petra Simon
Petra Simon (Budapest, 12 de noviembre de 2004) es una jugadora de balonmano húngara que juega en el Ferencvárosi TC y en la selección nacional húngara.

## Trayectoria

### Clubes
Petra Simon comenzó a jugar al balonmano en el XVI ker KMSE.
Desde el 2018 jugó en los equipos juveniles de base del Ferencvárosi TCy, en la temporada 2019-2020 (a la edad de 15 años), ya jugó varias veces en el equipo sub-19 del club húngaro y compaginando algunos partidos con el Nemzeti Bajnokság I/B sénior. 
En la temporada 2021/22, marcó 185 goles en 26 partidos con el equipo sénior del Nemzeti Bajnokság I/B y fue la jugadora con mejores números de su equipo.
Debutó en la máxima división húngara en la primavera de 2022, anotando 17 goles en 4 partidos, incluyendo el tiro ganador ante el todopoderoso Győri Audi ETO KC en la final de la Copa de Hungría: marcó tres goles de tres tiros en el partido ganado 26-22. 
Al año siguiente estuvo cedida en el MTK Budapest, jugando regularmente en la máxima categoría y terminó la competición anotando 80 goles en 19 partidos y se convirtió en la segunda máxima goleadora de su equipo. 
Regresó en el 2023 al Ferencvárosi TC debutando en la Liga de Campeones, donde marcó 39 goles. Al final de la temporada, se proclamó campeona y ganadora de la copa con el equipo.

### Selección nacional
En agosto de 2021, Simon aun edad juvenil, marcó cuatro goles en la victoria final por 25-19 sobre Alemania en el Campeonato Europeo Juvenil.
En agosto de 2022, ganó en el partido por el tercer y cuarto puesto en Mundial Juvenil, acabando en tercera posición y fue seleccionada para el equipo All-Star.
En julio de 2023, guió a la selección nacional húngara júnior en el Campeonato Europeo celebrado en Rumania, anotando 8 goles en la final contra Dinamarca, ayudando al equipo nacional a conseguir su tercer título consecutivo del Campeonato Europeo Junior, fue parte del Equipo de las Estrellas del torneo y también fue elegida como la jugadora más valiosa.
En octubre de 2023, la lideresa de la selección absoluta, Petra Vámos, cayó enferma y el entrenador de la selección nacional, Vladimir Golovin, invitó a Petra Simon a ocupar su lugar en el partido de la Copa de Europa contra Austria. La selección húngara ganó el partido fuera de casa por 34-32 y Simon marcó 7 goles. 
También participó en el Campeonato Mundial de Balonmano Femenino de 2023 terminado en el 10.º puesto y anotando 9 goles en 6 encuentros.
Su gran temporada 2024 le hizo ser merecedora del premio a mejor jugadora joven de la IHF y de la EHF en 2024.

## Títulos y galardones

### Selección nacional
- 1 x  Medalla de oro. Campeonato Europeo Junior: 2023
- 1 x  Medalla de oro. Campeonato Europeo Juvenil: 2021
- 1 x  Medalla de bronce. Campeonato Mundial Juvenil: 2022

### Clubes
- 1 x Liga Húngara (2024)
- 2 x Copa de Hungría (2022, 2024)

### Galardones individuales
- Mejor jugadora joven mundial (IHF, 2024)[6]
- Mejor joven de Europa (EHF, 2024)[7]
- Mejor central del Campeonato Mundial Juvenil (2022)[4]
- Mejor central del Campeonato Europeo Júnior (2023)[5]
- MVP del Campeonato Europeo Júnior (2023)[5]
- Jugadora húngara del año (2023)[8]